# No Mercy (2002)
No Mercy (2002) foi um evento pay-per-view realizado pela World Wrestling Entertainment, ocorreu no dia 20 de outubro de 2002 na Alltel Arena em North Little Rock, Arkansas. Esta foi a quinta edição da cronologia do No Mercy.

## Resultados
| #                              | Lutas                                                                           | Estipulação                                                                                                  | Tempo |
| ------------------------------ | ------------------------------------------------------------------------------- | --- | ----- |
| Sunday Night Heat              | The Hurricane derrotou Steven Richards.                                         | Singles match                                                                                                | 03:05 |
| 1                              | Chris Jericho e Christian (c) derrotaram Booker T e Goldust                     | Tag Team match pelo World Tag Team Championship                                                              | 08:46 |
| 2                              | Torrie Wilson derrotou Dawn Marie.                                              | Singles match                                                                                                | 04:40 |
| 3                              | Rob Van Dam derrotou Ric Flair.                                                 | Singles match                                                                                                | 07:59 |
| 4                              | Jamie Noble (c) (com Nidia) derrotou Tajiri                                     | Singles match pelo WWE Cruiserweight Championship                                                            | 08:15 |
| 5                              | Triple H (World Heavyweight Champion) derrotou Kane (Intercontinental Champion) | Title Unification match para unificar o World Heavyweight Championship e o WWE Intercontinental Championship | 16:13 |
| 6                              | Kurt Angle e Chris Benoit derrotaram Rey Mysterio e Edge.                       | Tag Team match para definir os primeiros vencedores do WWE Tag Team Championship                             | 22:03 |
| 7                              | Trish Stratus (c) derrotou Victoria                                             | Singles match pelo WWE Women's Championship                                                                  | 05:31 |
| 8                              | Brock Lesnar (com Paul Heyman) derrotou The Undertaker                          | Hell in a Cell match pelo WWE Championship                                                                   | 27:18 |
| (c) – Campeão(s) antes da luta |                                                                                 | |       |